# 长征四号乙运载火箭
長征四號乙運載火箭是由上海航天技术研究院負責研製的常温液体三级运载火箭。该款火箭于1989年2月開始研製，1993年9月，正式命名为长征四号乙，1999年5月10日首次发射。
該火箭是在長征四號甲火箭的基礎上研製的運載能力更大的火箭，主要用於發射太陽同步軌道的對地觀測應用衛星。
1999年5月10日長征四號乙火箭在太原衛星發射中心首次發射获得成功。
2013年12月9日中国在太原卫星发射中心用长征四号乙运载火箭发射中国与巴西合作研制的资源一号03星，火箭飞行过程中发生故障，卫星未能进入预定轨道，是長征四號乙唯一一次发射失败。
2021年12月10日，长征四号乙成功发射实践六号05组卫星，这是长征系列运载火箭的第400次发射。
2022年8月4日，长征四号乙成功发射陆地生态系统碳监测卫星及另外两颗小卫星，至此中国长征系列火箭连续100次发射成功。

## 技术特性
相比长征四号甲，长征四号乙主要作了下列改進：
- 加大了整流罩尺寸；

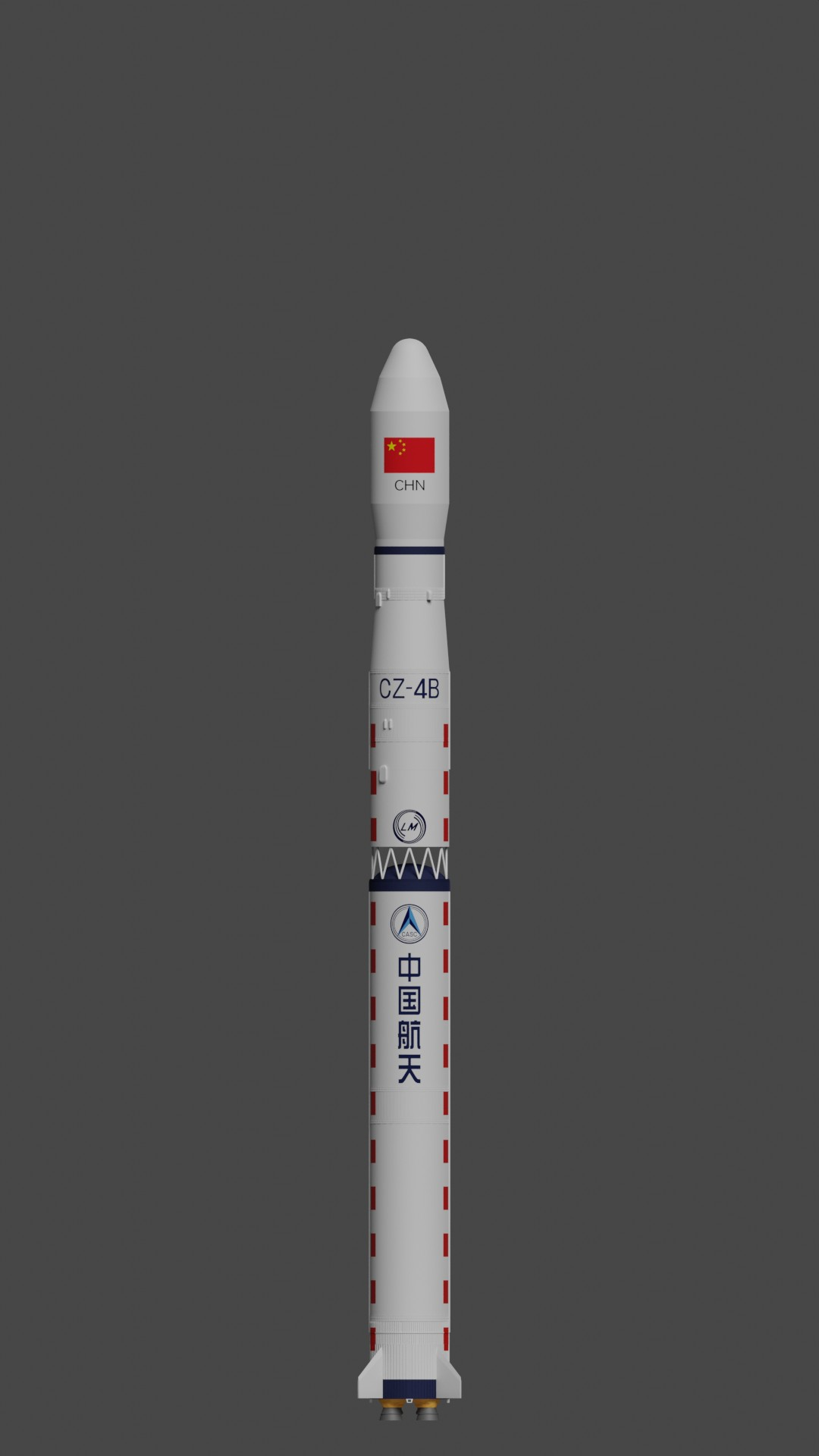
长征四号乙运载火箭渲染图，搭配3.35米直径整流罩

- 調整了三子級儀器艙的高度，以適應衛星對對接尺寸的需要；
- 控制系統用的程式配電器改用電子式，提高了發送程式指令的時間精度；
- 控制、遙測、跟蹤測量、安全自毀系統的儀器以及電纜網均實施小型化與輕量化，以減小其質量，提高運載能力；
- 二子級增加推進劑利用系統，提高了運載能力，同時發動機則採用高空噴管方案，提高了比沖的性能；
- 三子級設置了剩餘推進劑排放系統。

## 基本数据
- 全長：47.977米
- 離地質量：249,200公斤
- 太阳同步圆轨道运载能力：2.5吨[3]
- 推力：2962吨
- 第一節燃料：四氧化二氮+偏二甲肼
- 第二節燃料：四氧化二氮+偏二甲肼
- 第三節燃料：四氧化二氮+偏二甲肼

## 发射记录

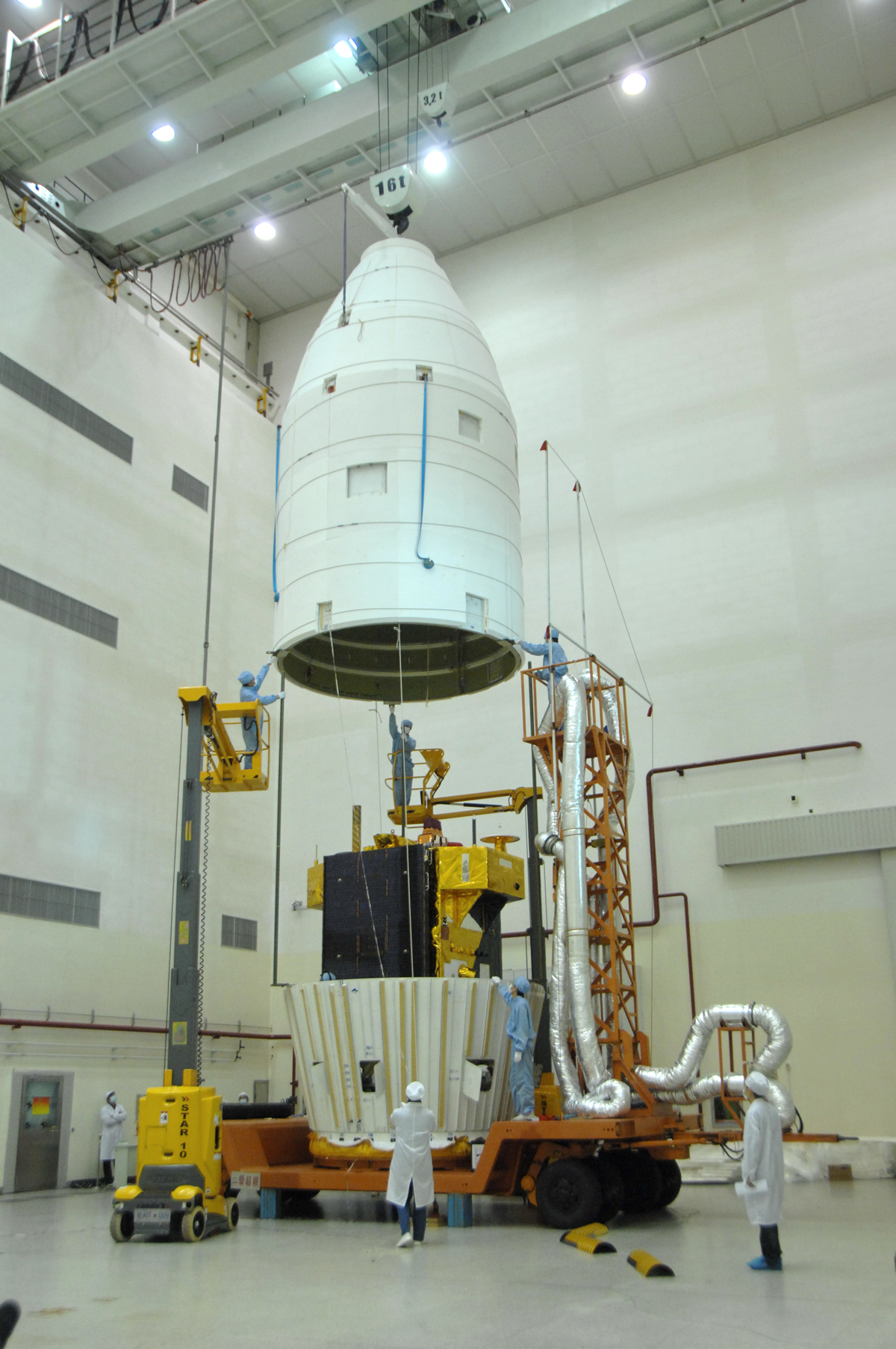
正在进行星罩合体的长征四号乙火箭

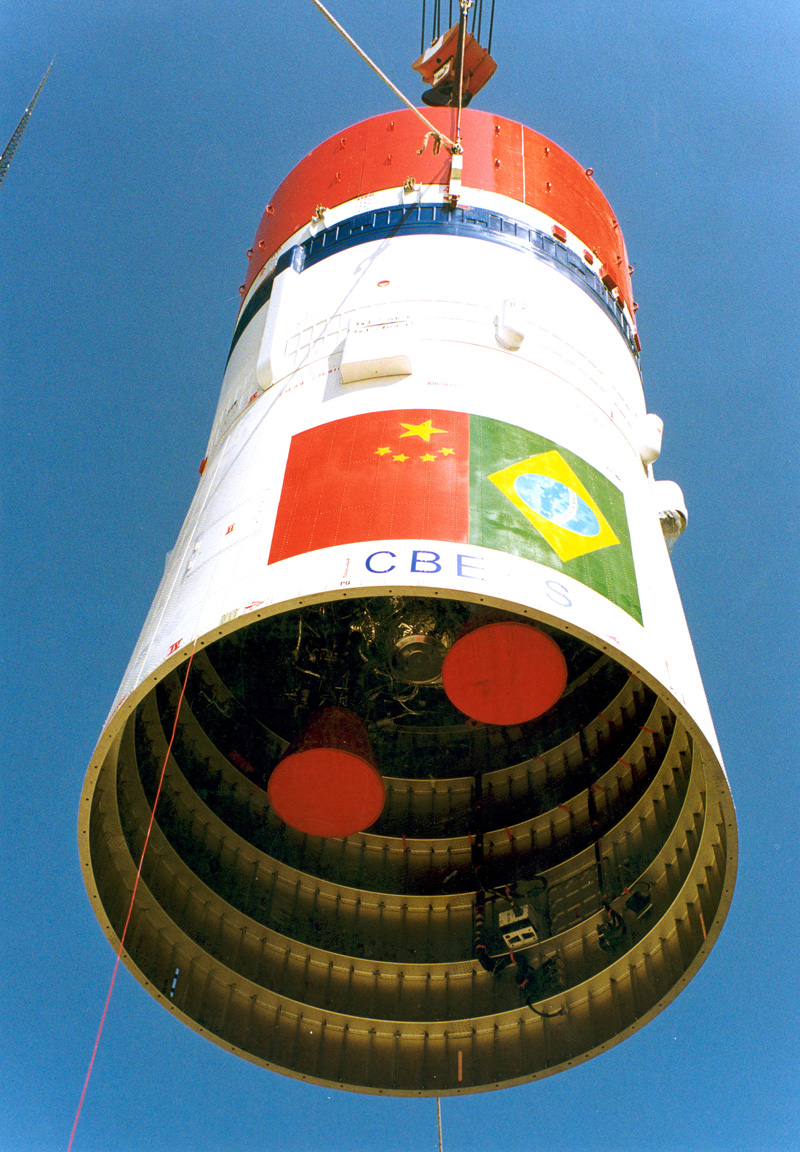
长征四号乙火箭二级吊装

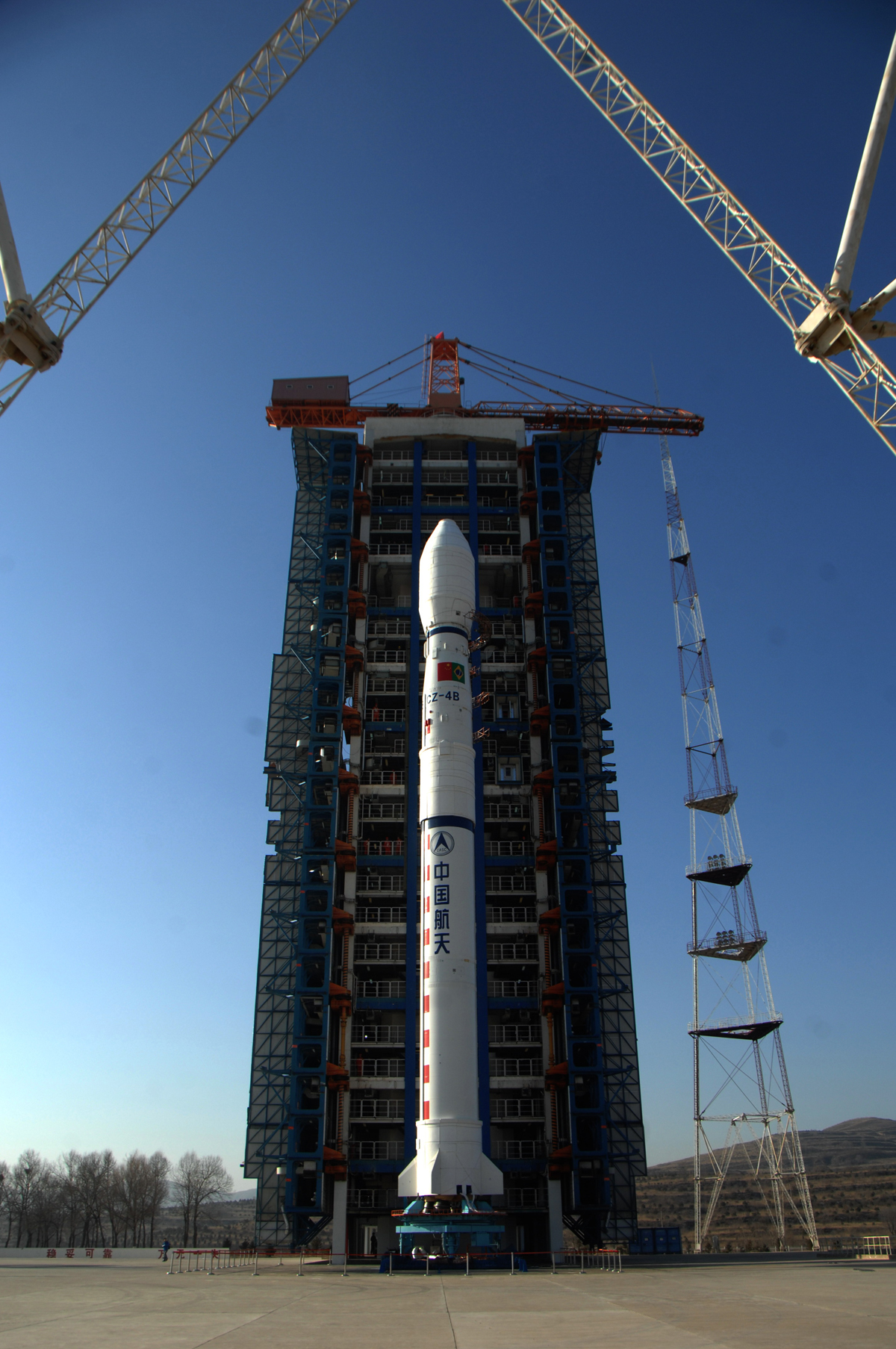
发射塔架前装配完成的长征四号乙火箭

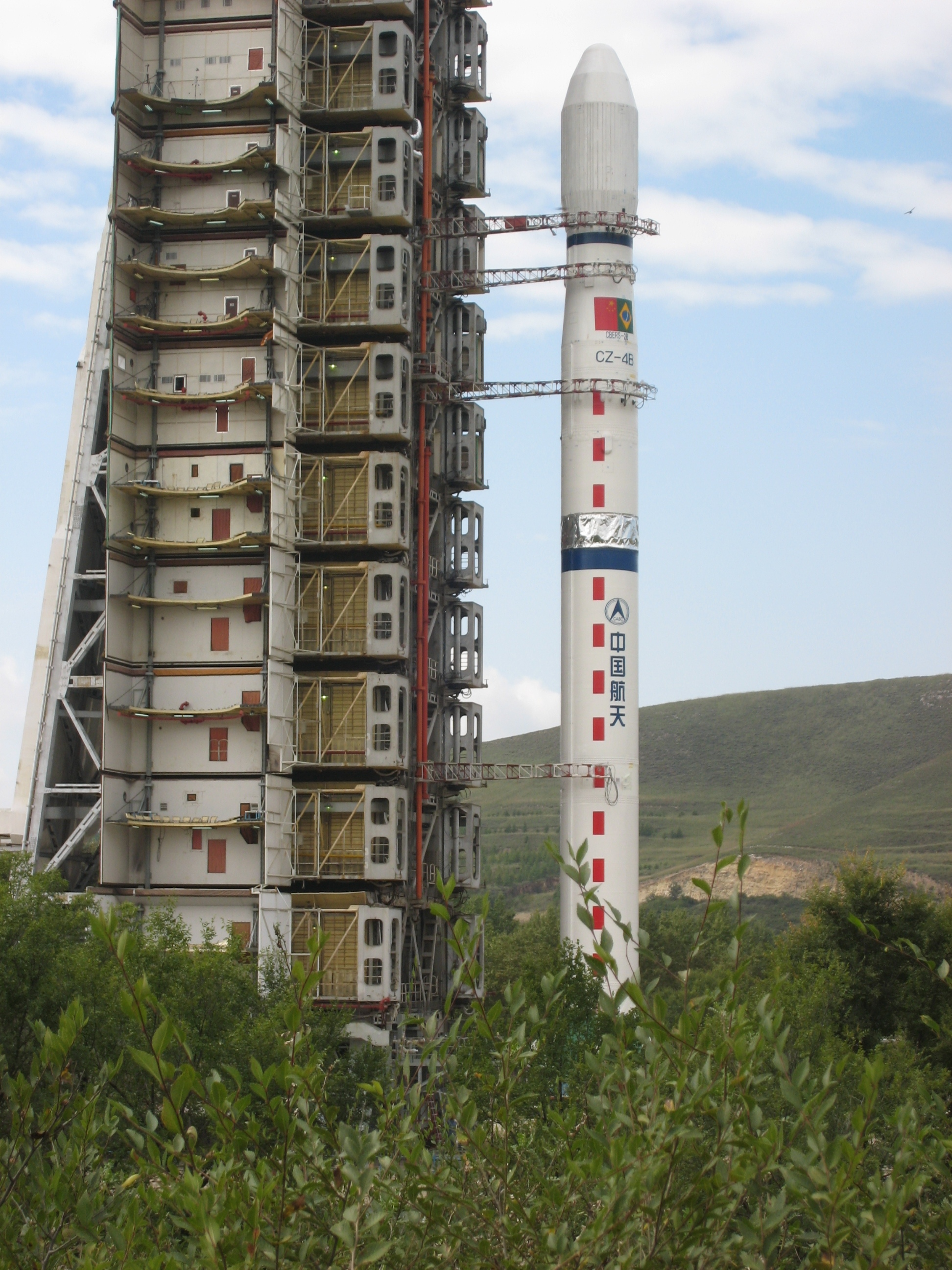
发射准备中的长征四号乙火箭

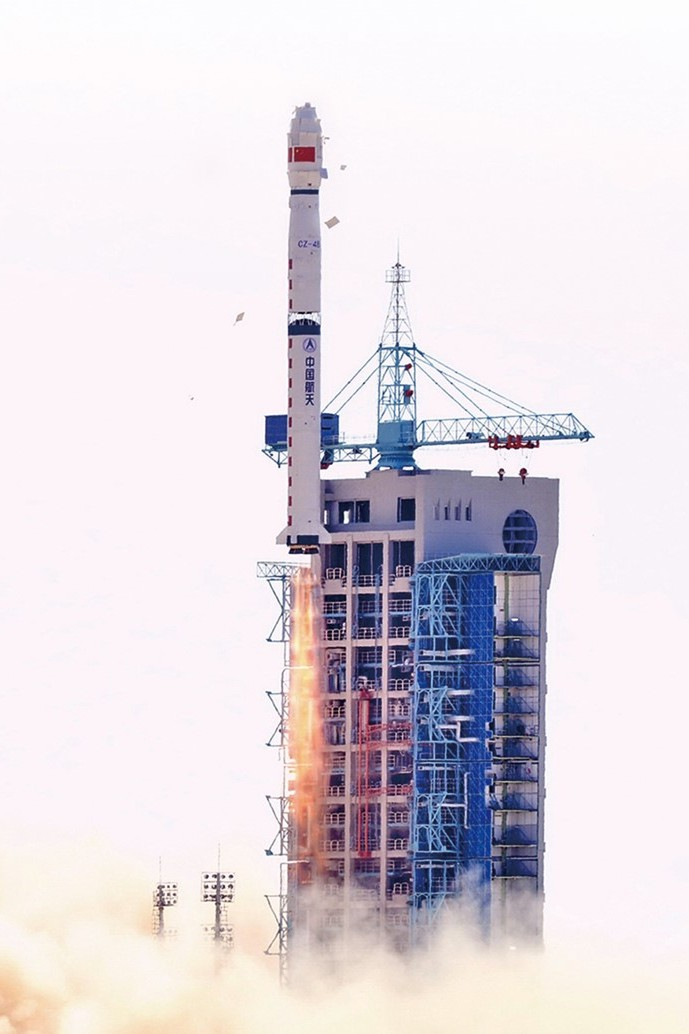
长征四号乙遥三十一火箭发射“慧眼”

| 飞行次序             | 火箭序号 | 起飞时间（UTC+8）                | 发射工位                     | 有效载荷 | 卫星轨道     | 发射结果 |
| -------------------- | -------- | -------------------------------- | ---------------------------- | --- | ------------ | -------- |
| 1                    | 遥二     | 1999年5月10日 09时33分           | 太原卫星发射中心7号场区      | 风云一号C 实践五号 | 太阳同步轨道 | 成功     |
| 2                    | 遥一     | 1999年10月14日 11时15分          | 太原卫星发射中心7号场区      | 中巴资源一号01星 · 巴西SACI-1 | 太阳同步轨道 | 成功     |
| 3                    | 遥三     | 2000年9月1日 11时25分            | 太原卫星发射中心7号场区      | 资源二号01星 | 太阳同步轨道 | 成功     |
| 4                    | 遥五     | 2002年5月15日 09时50分           | 太原卫星发射中心7号场区      | 风云一号D 海洋一号A | 太阳同步轨道 | 成功     |
| 5                    | 遥六     | 2002年10月27日 11时17分          | 太原卫星发射中心7号场区      | 资源二号02星 | 太阳同步轨道 | 成功     |
| 6                    | 遥四     | 2003年10月21日 11时16分          | 太原卫星发射中心7号场区      | 中巴资源一号02星 创新一号 | 太阳同步轨道 | 成功     |
| 7                    | 遥七     | 2004年9月8日 07时14分            | 太原卫星发射中心7号场区      | 实践六号01A、B | 太阳同步轨道 | 成功     |
| 8                    | 遥八     | 2004年11月6日 11时10分           | 太原卫星发射中心7号场区      | 资源二号03星 | 太阳同步轨道 | 成功     |
| -                    | 遥九     | 2006年4月27日 06时48分           | 太原卫星发射中心7号场区      | 遥感卫星一号 | 太阳同步轨道 | 成功     |
| 9                    | 遥十六   | 2006年10月24日 07时34分          | 太原卫星发射中心7号场区      | 实践六号02A、B | 太阳同步轨道 | 成功     |
| 10                   | 遥十七   | 2007年9月19日 11时26分           | 太原卫星发射中心7号场区      | 中巴资源一号02B | 太阳同步轨道 | 成功     |
| 11                   | 遥二十二 | 2008年10月25日 09时15分          | 太原卫星发射中心9号场区      | 实践六号03A、B | 太阳同步轨道 | 成功     |
| 12                   | 遥二十   | 2008年12月15日 11时22分          | 太原卫星发射中心9号场区      | 遥感卫星五号 | 太阳同步轨道 | 成功     |
| 13                   | 遥二十三 | 2010年10月6日 08时49分           | 太原卫星发射中心9号场区      | 实践六号04A、B | 太阳同步轨道 | 成功     |
| 14                   | 遥十四   | 2011年8月15日 06时57分           | 太原卫星发射中心9号场区      | 海洋二号A | 太阳同步轨道 | 成功     |
| 15                   | 遥二十一 | 2011年11月9日 11时21分           | 太原卫星发射中心9号场区      | 遥感卫星十二号 天巡一号 | 太阳同步轨道 | 成功     |
| 16                   | 遥十五   | 2011年12月22日 11时26分          | 太原卫星发射中心9号场区      | 资源一号02C | 太阳同步轨道 | 成功     |
| 17                   | 遥二十六 | 2012年1月9日 11时17分            | 太原卫星发射中心9号场区      | 资源三号01星 · 盧森堡VesselSat-2 | 太阳同步轨道 | 成功     |
| 18                   | 遥十二   | 2012年5月10日 15时06分           | 太原卫星发射中心9号场区      | 遥感卫星十四号 天拓一号 | 太阳同步轨道 | 成功     |
| 19                   | 遥二十五 | 2013年10月25日 11时50分          | 酒泉卫星发射中心603发射工位  | 实践十六号 | 近地轨道     | 成功     |
| 20                   | 遥十     | 2013年12月9日 11时26分           | 太原卫星发射中心9号场区      | 中巴资源一号03星 | 太阳同步轨道 | 失败     |
| 21                   | 遥二十七 | 2014年8月19日 11时15分           | 太原卫星发射中心9号场区      | 高分二号 · 波蘭BRITE-PL2 | 太阳同步轨道 | 成功     |
| 22                   | 遥二十八 | 2014年9月8日 11时22分            | 太原卫星发射中心9号场区      | 遥感卫星二十一号 天拓二号 | 太阳同步轨道 | 成功     |
| 23                   | 遥三十二 | 2014年12月7日 11时26分           | 太原卫星发射中心9号场区      | 中巴资源一号04星 | 太阳同步轨道 | 成功     |
| 24                   | 遥二十九 | 2014年12月27日 11时22分          | 太原卫星发射中心9号场区      | 遥感卫星二十六号 | 太阳同步轨道 | 成功     |
| 25                   | 遥三十   | 2015年6月26日 14时22分           | 太原卫星发射中心9号场区      | 高分八号 | 太阳同步轨道 | 成功     |
| 26                   | 遥二十四 | 2015年11月8日 15时06分           | 太原卫星发射中心9号场区      | 遥感卫星二十八号 | 太阳同步轨道 | 成功     |
| 27                   | 遥三十三 | 2016年5月30日 11时17分           | 太原卫星发射中心9号场区      | 资源三号02星 · 阿根廷ÑuSat-1、2 | 太阳同步轨道 | 成功     |
| 28                   | 遥三十五 | 2016年6月29日 11时21分           | 酒泉卫星发射中心603发射工位  | 实践16号02星 | 近地轨道     | 成功     |
| 29                   | 遥三十一 | 2017年6月15日 11时00分           | 酒泉卫星发射中心603发射工位  | 硬X射线调制望远镜（“慧眼”） · 珠海一号A、B · 阿根廷ÑuSat-3 | 太阳同步轨道 | 成功     |
| 30                   | 遥三十七 | 2018年7月31日 11时00分           | 太原卫星发射中心9号场区      | 高分十一号 | 太阳同步轨道 | 成功     |
| 31                   | 遥三十四 | 2018年10月25日 06时57分          | 太原卫星发射中心9号场区      | 海洋二号B 糖果罐号 | 太阳同步轨道 | 成功     |
| 32                   | 遥三十六 | 2019年4月30日 06时52分           | 太原卫星发射中心9号场区      | 天绘二号01A、B | 太阳同步轨道 | 成功     |
| 33                   | 遥三十九 | 2019年9月12日 11时26分           | 太原卫星发射中心9号场区      | 资源一号02D 京师一号 金牛座 | 太阳同步轨道 | 成功     |
| 34                   | 遥三十八 | 2019年11月3日 11时22分           | 太原卫星发射中心9号场区      | 高分七号 · 精致高分试验卫星 · 苏丹苏丹科学实验卫星一号 · 潇湘一号08星（天仪十五号卫星） | 太阳同步轨道 | 成功     |
| 35                   | 遥四十四 | 2019年12月20日 11时22分          | 太原卫星发射中心9号场区      | 中巴地球资源卫星04A星 · 衣索比亞微小卫星 · 天琴一号技术试验卫星 · 玉衡号卫星 · 顺天号卫星 · 天雁01卫星（MN50-2） · 天雁02卫星（MN6U-2） · 国智恒好年景中原金水一号（未来号-1R卫星） · 巴西FloripaSat-1 | 太阳同步轨道 | 成功     |
| 36                   | 遥四十三 | 2020年7月3日 11时10分            | 太原卫星发射中心9号场区      | 高分辨率多模综合成像卫星 “西柏坡号”科普卫星（八一02星） | 太阳同步轨道 | 成功     |
| 37                   | 遥四十五 | 2020年7月25日 11时13分           | 太原卫星发射中心9号场区      | 资源三号03星 龙虾眼X射线探测卫星 天启星座一零星 | 太阳同步轨道 | 成功     |
| 38                   | 遥四十六 | 2020年9月7日 13时57分04秒918毫秒 | 太原卫星发射中心9号场区      | 高分十一号02星 | 太阳同步轨道 | 成功     |
| 39                   | 遥四十一 | 2020年9月21日 13时40分           | 酒泉卫星发射中心603发射工位  | 海洋二号C卫星 | 低地球轨道   | 成功     |
| 40                   | 遥四十二 | 2020年9月27日 11时23分           | 太原卫星发射中心9号场区      | 环境减灾二号01组A、B卫星 | 太阳同步轨道 | 成功     |
| 41                   | 遥四十九 | 2021年4月9日 7时01分             | 太原卫星发射中心9号场区      | 试验六号03星 | 太阳同步轨道 | 成功     |
| 42                   | 遥四十八 | 2021年5月19日 12时03分           | 酒泉卫星发射中心603发射工位  | 海洋二号D卫星 | 低地球轨道   | 成功     |
| 43                   | 遥五十   | 2021年8月19日 06时32分           | 太原卫星发射中心9号场区      | 天绘二号02A、B | 太阳同步轨道 | 成功     |
| 44                   | 遥五十二 | 2021年11月20日 09时51分          | 太原卫星发射中心9号场区      | 高分十一号03星 | 太阳同步轨道 | 成功     |
| 45                   | 遥四十七 | 2021年12月10日 08时11分          | 酒泉卫星发射中心 603发射工位 | 实践六号05组卫星 | 太阳同步轨道 | 成功     |
| 46                   | 遥四十   | 2022年8月4日 11时08分            | 太原卫星发射中心 9号场区     | 陆地生态系统碳监测 (句芒号) 和德二号G星 (交通四号) 闵行少年星（零碳小先锋） | 太阳同步轨道 | 成功     |
| 47                   | 遥五十五 | 2022年12月27日 15时37分          | 太原卫星发射中心9号场区      | 高分十一号04星 | 太阳同步轨道 | 成功     |
| 48                   | 遥五十一 | 2023年4月16日 09时36分           | 酒泉卫星发射中心 603发射工位 | 风云三号G卫星（07星） | 近地轨道     | 成功     |
| 49                   | 遥五十八 | 2024年7月19日 11时03分           | 太原卫星发射中心9号场区      | 高分十一号05星 | 太阳同步轨道 | 成功     |
| 50                   | 遥七十二 | 2024年8月16日 15时35分           | 西昌卫星发射中心3号工位      | 遥感四十三号01组卫星 | 近地轨道     | 成功     |
| 51                   | 遥七十三 | 2024年9月3日 09时22分            | 西昌卫星发射中心3号工位      | 遥感四十三号02组卫星 | 近地轨道     | 成功     |
| 52                   | 遥五十三 | 2024年11月14日 06时42分          | 太原卫星发射中心9号场区      | 海洋盐度探测卫星 | 太阳同步轨道 | 成功     |
| 53                   | 遥六十二 | 2025年5月29日 12时12分           | 酒泉卫星发射中心 603发射工位 | 实践二十六号卫星 | 太阳同步轨道 | 成功     |
| \| 成功率：98.11% \| |          |                                  |                              | |              |          |
| 成功率：98.11%       |          |                                  |                              | |              |          |

### 数据统计
- 成功
- 计划
- 部分失利
- 失利

### 引用
1. 1 2  Mark Wade. . Encyclopedia Astronautica.   [2008-04-27]. （原始内容存档于2008-03-21） （英语）.
2. 1 2  Gunter Krebs. . Gunter's Space Page.   [2008-04-27]. （原始内容存档于2012-05-08） （英语）.
3. 1 2  . 新华社. 2020-09-22  [2020-09-23]. （原始内容存档于2020-09-23） （中文）.
4. ↑  中国-巴西资源1号03星发射失利 未进入预定轨道 （页面存档备份，存于）.凤凰网.2013年12月9日 [2013年12月09日].
5. 1 2  胡喆. . 新华网. 2021-12-10  [2021-12-10]. （原始内容存档于2021-12-14）.
6. 1 2  . 新华网. 新华社. 2022-08-04  [2022-08-04]. （原始内容存档于2022-08-04）.
7. ↑  . 新华社. 2017-06-15  [2017-06-15]. （原始内容存档于2017-09-04）.
8. ↑  . 新华社. 2018-07-31  [2018-07-31]. （原始内容存档于2020-08-05）.
9. ↑  . 新华社. 2018-10-25  [2018-10-25]. （原始内容存档于2018-10-25）.
10. ↑  . 新华社. 2019-04-30  [2019-04-30]. （原始内容存档于2019-05-02）.
11. ↑  . 新华社. 2019-09-12  [2019-09-12]. （原始内容存档于2019-09-28）.
12. ↑  . 新华社. 2019-11-03  [2019-11-03]. （原始内容存档于2020-10-21）.
13. ↑  . 新华社. 2019-12-20  [2019-12-20]. （原始内容存档于2019-12-20）.
14. ↑  . 新华社. 2020-07-03  [2020-07-03]. （原始内容存档于2021-02-09）.
15. ↑  . 新华社. 2020-07-25  [2020-07-25]. （原始内容存档于2020-07-25）.
16. ↑  李国利、朱霄雄. . 新华社. 2020-09-07  [2020-09-07]. （原始内容存档于2020-09-08） （中文（中国大陆））.
17. ↑  李国利、朱霄雄. . 新华社. 2020-09-21  [2020-09-21]. （原始内容存档于2021-05-19） （中文（中国大陆））.
18. ↑  李国利、朱霄雄. . 新华社. 2020-09-27  [2020-09-27]. （原始内容存档于2021-11-28） （中文（中国大陆））.
19. ↑  李国利、高盛. . 新华社. 2021-04-09  [2021-05-19]. （原始内容存档于2021-05-19） （中文（中国大陆））.
20. ↑  李国利、高阳. . 新华网. 2021-05-19  [2021-05-19]. （原始内容存档于2021-05-19） （中文（中国大陆））.
21. ↑  李国利、郝明鑫. . 新华网. 2021-08-19  [2021-08-19]. （原始内容存档于2021-08-19） （中文（中国大陆））.
22. ↑  李国利; 郝明鑫. . 新华网. 新华社. 2021-11-20  [2021-11-20]. （原始内容存档于2021-11-20）.
23. ↑  李国利; 郝明鑫. . 新华网. 新华社. 2022-12-27  [2022-12-28]. （原始内容存档于2022-12-27）.
24. ↑  李国利; 郭龙飞. . 新华网. 2023-04-16  [2023-04-16]. （原始内容存档于2023-04-20）.
25. ↑  李国利; 李宸. . 新华网. 2024-07-19  [2024-07-19]. （原始内容存档于2024-09-22）.
26. ↑  李国利; 崔婉莹. . 新华网. 2024-08-16  [2024-08-16]. （原始内容存档于2024-09-21）.
27. ↑  李国利; 崔婉莹. . 新华网. 2024-09-03  [2024-09-03]. （原始内容存档于2024-09-11）.
28. ↑  . 国家航天局. 2024-11-14  [2024-11-14]. （原始内容存档于2024-11-26）.
29. ↑  李国利; 王晨宇. . 新华网. 2025-05-29  [2025-05-29]. （原始内容存档于2025-05-29）.